# 長谷川ぱせり
長谷川 ぱせり（はせがわ ぱせり、1991年〈平成3年〉12月2日 - ）は、日本の男性ミュージシャン、シンガーソングライター。
VOBAVOBAのバンドマスターを務め、ボーカル・ギターを担当。2016年よりソロ活動を行い軽自動車で車中泊をしながら日本一周を行っており全国各地で歌を届けている。
静岡県浜松市出身。所属事務所は無所属。
公式ホームページ https://paseri8186.com/

## 概要
2011年にロックバンド・VOBAVOBAのボーカルとして都内を主に活動する、2016年に「YouTube」にてソロ活動を開始した。2019年にはSNSの時代だからこそ直接人に歌を届ける名目として日本一周をスタートする。2022年1stアルバム「メインディッシュ」をサブスク型音楽アプリ配信と合わせて同時リリース。
楽曲のテーマは幅広く、友情、ラブソングな楽曲、自然、日本一周で感じた人間への思いや世界平和などのメッセージが込められた楽曲などが多数存在する。

## 来歴

### 生い立ち、学生
1991年12月2日に静岡県浜松市にて生誕した。
1999年に浜松市立佐鳴台小学校に入学した。父親がギターを弾いていたので音楽は身近な環境にあった。携帯電話の動画機能で戦隊モノ映画の撮影を行っていた。当時から企画・撮影を行っていた。
2005年に浜松市立佐鳴台中学校に入学した。当時はテニス部に所属しており、ラケットをギターに見立てて練習をサボっているたこともあり一番下手であった。中学2年歳の秋に友人と文化祭へ出るためにギターを始める。
2008年に興誠高等学校に入学した。部活は吹奏楽部に入り、授業が終わる頃に部室へ侵入し部活動を行っていたため単位が足りず高校3年の春から通信制高等学校へ通い高卒認定試験で高卒認定を取得して大学へ入学する。

## 人物
日本一周を開始した2019年から幾度となく金欠に迫られ過去に工場や飲食店や温泉などでアルバイトを合計7回行なっているほど貯金が得意ではない。山の中で仕事をした際には電波の届かないとこにいたせいで死亡説が出たことがある。
本人は極めて楽観的な性格でトラブルも好転的に捉えてYouTubeではその様子が視聴を楽しませており、彼の人情味からさまざまなドラマを観ることができる。

### その他
オリーブの実と桜餅が好物。

### 家族・親族
一人っ子である。

### 音楽性
日常生活を過ごさないと人に寄り添った楽曲が生まれないと語っており、非日常の日本一周では曲を作らない徹底ぶりを見せていたがアルバム制作にあたり5曲ほど新曲の書き下ろしを行った。学生時代にブルースセッションを行うミュージックバーへ毎週のように通うことで長谷川ぱせりの基礎が作られる。。
好きなミュージシャンは自分自身だと各所で語るところを散見する。
世間がコロナ自粛としてステイホームの動きがあった2019年にはベース、ドラム、ピアノ、キーボードなど、バンドで必要な楽器は一通り演奏を行いカバー曲をYouTubeにて投稿を行っていた。またシタールや大正琴やトランパットの演奏も行った。
アルバム制作についてもほぼ一人で演奏、レコーディング、ミックス、マスタリングを行った。

### 思想・哲学
政治や自身のプライベートは音楽に必要が無いと捉えており、SNSや楽曲内ではそのような発言や行動がみられない。。

## エピソード
2017年YouTuberのはじめしゃちょーが投稿した「合唱コンクールあるある」に金髪ヤンキー役として出演しており2022年現在で1000万回再生されている。本来は出演予定ではなかったが撮影時の髪の色が金髪だったために急遽抜擢されたエピソードがある。　
また、「テスト中にクラス全員のペンに電流が流れるドッキリ」にも出演している。
同年、YouTuberアバンティーズが制作する映画、スクールアウトサイダーにてギターを持った姿の長谷川ぱせりが出演している。
2020年、石川県で日本一周中に偶然乗り合わせた定置網漁を行う漁船で10mほどの鯨を網で捕まえたことがある。　

### 映像作家として
YouTubeなどでは、一台のカメラで多数アングルから撮影することで複数人のチームで撮影を行っていると勘違いをされるほど映像に対してのこだわりが強い。映画のような表現技法から長谷川独自の撮影アングルやカット割や色彩表現が評価されている。

### 日本一周
2019年にSNSの時代だからこそ直接歌を届けるという名目で日本一周を同年夏にスタートする。2019年の冬に終わる予定だったが新型ウイルスの流行や金欠などの理由で旅が長引き2023年現在で4年目を迎えている。
その間自宅のアパートには一度も帰っていない。
映像構成としては、路上ライブや珍スポット、商店街、キャンプ場、釣りなどのアウトドアの撮影が多い。車中泊や移動を行うスズキワゴンRは内側から外装まで手の込んだ改造を行っているがYouTubeでは紹介動画を投稿していない。自分の家を公開する必要がない理由で映像制作を行っていないとSNSで語っている。車の天井には大掛かりなソーラーパネルが付いている。
移動用に使用している軽自動車は1万円で購入した。
取材交渉から撮影編集まで一人で行い、過去には工場や農場や漁船の撮影も行っている。

## 評価
日本一周中に声をかけられると車から降り、気さくにコミュニケーションを取るがその一方で路上ライブなどで人が集まらないと「〇〇県は冷たい街だ」などと即興のブルースに載せたメロディと歌詞で悪態をつく。その様が痛快だとの評価もある。
また、歌の似顔絵と称し路上ライブを聴きにきた人の特徴を元に即興ソングを歌うことがある。

## 作品
- 1stアルバム「メインディッシュ」

収録曲
1. 手を繋ごう
2. トラベル ゴーゴーゴー!!
3. あの娘のせいだ
4. 乾いたタオル
5. いつかお姫様
6. 明日も明後日も
7. 僕を主人公にさせてくれるのは
8. 毎週決まった居酒屋で